# Gomphomastax dunaevae
Gomphomastax dunaevae är en insektsart som beskrevs av Leo L. Mishchenko 1937. Gomphomastax dunaevae ingår i släktet Gomphomastax och familjen Eumastacidae. Inga underarter finns listade i Catalogue of Life.